# Synasellus longicornis
Synasellus longicornis är en kräftdjursart som beskrevs av Odette Afonso 1978. Synasellus longicornis ingår i släktet Synasellus och familjen sötvattensgråsuggor. Inga underarter finns listade i Catalogue of Life.